# جزیره مدوژی
جزیره مدوژی (انگلیسی: Medvezhy Island) یک جزیره در سرزمین خاباروفسک کشور روسیه است.